# Граль, Фёдор Христофорович

Памятник Ф. Х. Гралю

Фёдор Христофо́рович Граль (11 января 1770, Киев — 6 июня 1835, Пермь) — известный пермский врач-филантроп.

## Биография
Родился в семье немецкого лютеранского пастора (при рождении назван Иоганн Фридрих). Изучал медицину в Киевской аптеке до 1786 года, затем — в Петербургском медико-хирургическом училище.
В 1789 году получил звание лекаря. Совершенствовался в клиниках Германии, где в 1790 году в Йене защитил диссертацию «Сборник некоторых домашних российских медицинских средств» и получил звание доктора медицины и хирургии. В 1791 году успешно сдал врачебный экзамен в России.
В 1791—1797 годах работал уездным врачом в Ирбитском уезде. В 1797 году приглашен Пермским губернатором для организации первой городской больницы, где служил без жалования. Работая губернским врачом в Перми, выполнял обязанности уездного врача Пермского уезда, судебного медика, военно-медицинского эксперта. Бесплатно работал в открытой Приказом общественного призрения в 1786 году городской больнице и даже содержал больных за свой счёт. Только в 1800 году Приказ назначил ему жалование 100 рублей в год. В 1801—1818 годах доктор Граль занимал пост инспектора врачебной управы.
25 февраля 1811 года пожалован кавалером ордена Святого равноапостольного князя Владимира 4-й степени.
Доктор Граль сделал значительный вклад в развитие прививания от оспы в губернии: усовершенствование методов хранения вакцины, обучение оспопрививанию учеников, разъяснительная работа среди населения. Также он принимал активное участие в организации борьбы с эпидемией холеры в 1829—1831 годах: разработал правила профилактики, которые были распространены по губернии, принял меры для обеспечения врачей запасами лекарств. Благодаря усилиям доктора Граля и других врачей, холера в Перми практически не распространилась.
Значительный вклад доктора Граля в развитие медицины в Пермской губернии был высоко оценён жителями Перми. В народе его называли «святой доктор».
6 июня 1835 года Фёдор Христофорович Граль скончался от сепсиса, полученного в результате пореза при операции. По настоянию общественности города он был похоронен на Архиерейском кладбище, в ограде кафедрального собора, где покоились почётные граждане Перми. На похороны доктора собрались, по свидетельствам очевидца Модеста Киттары, не только пермские жители, но и «крестьяне со всех ближайших окрестностей, и были приезжие за сто и двести вёрст».

Благодарный народ, собравшийся в количестве нескольких тысяч из города и из окрестных деревень, не дал похоронить его на лютеранском кладбище, а колесницу с его телом повёз на себе в ограду кафедрального собора, где в продолжение обедни вырыл ему могилу.— 
Памятник на месте захоронения — в виде чугунной колонны с короткой надписью «Доктор Граль» — был возведён жителями города на благотворительные средства, но он был уничтожен в 1931 году.
11 июня 2005 года в Перми состоялось открытие памятника доктору Гралю перед зданием городской клинической больницы № 2, носящей его имя.